# CK One
cK One è un profumo della fashion house statunitense Calvin Klein. Sebbene non sia stato il primo, cK One è sicuramente il profumo che ha reso popolari le fragranze Unisex.

## Filosofia
Creato dal duo della Firmenich Alberto Morillas e Harry Fremont, cK One è una fragranza strettamente legata agli anni novanta, epoca da cui trae origine e di cui è diventata un simbolo; La fragranza venne ideata dallo stilista, ispirato dalla figlia e i suoi amici: ragazzi dell'era grunge e della sua cultura politicamente impegnata, ecologista, provocatoria, ragazzi tra i quali vige la parità sessuale, parità che si riflette anche nello stile androgino e casual.

## Confezione
La filosofia che è alla base della fragranza si ripropone anche nella confezione: ideato dal artista francese Fabien Baron, l'astuccio è in cartone riciclato, montato senza uso di colla ma tramite un sapiente uso di ripiegature; Il flacone è in vetro bianco opacizzato, dalla linea molto semplice a forma di fiaschetto, con un tappo in metallo e nebulizzatore estraibile. Lo stesso design è stato utilizzato per il profumo cK Be

## Edizioni

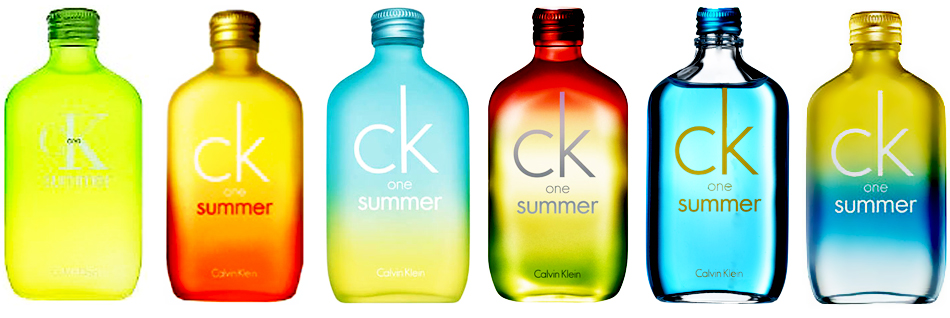
cK One Summer editions

Negli anni sono state presentate varie edizioni di cK One, alcune differenti solo nella confezione.
- cK One Red Hot Edition (2000):  edizione per collezionisti disegnata da Baron, dedicata al natale, con il flacone di vetro rosso, tappo argentato e scritta rossa sull'astuccio.
- cK One Graffiti (2003): anche questa è un'edizione da collezionisti Baron, invariata nella formula, si presenta in tre flaconi tradizionali, ma ornati da tre disegni in stile street art; il Delta è una composizione geometrica astratta, l'Espo presenta tre ragazzi, il Futura si compone di tre silohuette stilizzate.
- ck One Scene (2005): questa è la prima edizione con formula rinnovata, meno agrumatica grazie all'aggiunta di ylang ylang, ambra grigia e vaniglia, e più energica e speziata grazie allo zenzero. La confezione di questa versione "Rock" del profumo si colora delle immagini usate nella nuova campagna pubblicitaria, cioè ragazzi con vestiti molto colorati che ballano. Sia l'imballaggio che la campagna pubblicitaria sono ideate da Baron.
- cK One Electric (2006): la fragranza esprime più freschezza ed energia rispetto all'originale tramite l'uso di lime, foglie di cedro, neroli, e giglio d'acqua. Il flacone si veste di color lime.
- cK One Collector's Bottle - We are one (2009): edizione speciale condivisa con il profumo cK Be in cui i flaconi si coprono delle parole "We are one" in varie lingue, a sottolineare l'uguaglianza e l'unione delle persone; nella confezione è compreso una cassa acustica con presa USB, a simboleggiare la lingua universale espressa dalla musica.
- cK One Collector's Bottle - Sephora (2009):una fragranza più dolce e fresca grazie all'ananas, papaya, viola, noce moscata e cardamomo, il tutto inserito in un flacone ornato dal disegno in stencil di due ragazzi che ballano e il nome in rosso acceso.
- cK One Collector's Bottle (2010): edizione limitata invariata nella formula, cambia nel packaging: il flacone diventa viola trasparente con stampato in stencil nero la campagna pubblicitaria del periodo, cioè quella di un gruppo di ragazzi e ragazze che camminano abbracciati.

Dal 2004 viene inoltre proposta in periodo estivo, una serie fresca e fruttata, dalla durata stagionale, chiamata cK One Summer; i flaconi sono tutti strutturati nello stesso modo, e cioè in vetro opaco colorato, con due colori che sfumano uno verso l'altro dall'alto in basso.
|                    | Colore superiore   | Colore inferiore                              | Note |
| ------------------ | ------------------ | --------------------------------------------- | --- |
| cK One Summer      | Verde lime         | Giallo                                        | kiwi, cactus, ribes                                                                                          |
| cK One Summer 2005 | Giallo             | Arancione                                     | Ananas, sabbia, marzapane                                                                                    |
| cK One Summer 2006 | Turchese           | Giallo                                        | Melone, Felce d'acqua, vervena, limone, fresia blu, rabarbaro, pesca, cedro, incenso                         |
| cK One Summer 2007 | Rosso              | Verde lime                                    | Anguria, menta acquatica, arancia, zenzero, fiorrancio, vaniglia, radice d'iris, guaiaco                     |
| cK One Summer 2008 | Azzurro (tappo)    | Trasparente (Liquido azzurro)                 | Cetriolo, cardamomo, anguria, menta                                                                          |
| cK One Summer 2009 | Giallo Chartreuse  | acquamarina                                   | Cetriolo, lime, menta, rum, mela verde, rosmarino, loto, licheni, sandalo                                    |
| cK One Summer 2010 | Giallo Oro         | Gommagutta                                    | Anguria, pera, foglie di guava, di combava e di viola, garofano indiano, verbena, ninfea, vetiver, patchouli |
| cK One Summer 2011 | Giallo Oro (tappo) | Rosso, giallo, blu                            | Felce, accordo marino, limone verde, verbena, rabarbaro, licheni                                             |
| cK One Summer 2012 | Rosso (tappo)      | Verde fluorescente con effetto vetro infranto | Cetriolo, menta, loto, rosmarino, mela, rhum, accordo marino                                                 |

## Promozione
Fra le testimonial del profumo che si sono avvicendate nel corso degli anni vanno ricordate Kate Moss e Jenny Shimizu,